# Felix Metzmacher
Felix Metzmacher (* 15. März 1877 in Burscheid; † 31. Oktober 1914 bei Vermandovillers / Lihons, Kanton Chaulnes, Département Somme, Nordfrankreich) war Bürgermeister von Richrath-Reusrath, der heutigen Stadt Langenfeld.

## Leben
Nach seiner Schulzeit trat er eine Ausbildung als Volontär bei der Kommunalverwaltung Burscheid an. Im Jahre 1895 leistete er seinen Militärdienst in Burscheid. Danach war er auf mehreren Sekretariatsstellen tätig, bis er schließlich am 2. Oktober 1908 auf Empfehlung des Landrats Lucas des Landkreises Solingen Bürgermeister von Richrath-Reusrath, der heutigen Stadt Langenfeld, wurde. In seiner sechsjährigen Amtszeit hat er die Entwicklung von Richrath-Reusrath beeinflusst und gründete zusammen mit den Nachbargemeinden Monheim, Hitdorf, Rheindorf und Baumberg einen Zweckverband, der in den Jahren 1908 und 1909 ein Wasserwerk zur Versorgung der Gemeinden mit Trinkwasser errichtete. 1912 konnte in Langenfeld ein Hallenbad eröffnet werden und dadurch der Schwimmunterricht für die Bevölkerung gefördert wurde. Metzmacher engagierte sich gegen den Widerstand einflussreicher Bürger für die Überlassung preiswerter Baugrundstücke auf der Richrather Heide an die weniger kaufkräftigen Einwohner. In seine Amtszeit fiel auch der Neubau der damaligen Volksschule Immigrath I, die 1977 anlässlich seines einhundertsten Geburtstags nach ihm benannt wurde. Kurze Zeit nach der Einweihung der heutigen Felix-Metzmacher-Schule am 15. März 1914 begann der Erste Weltkrieg, in dem Metzmacher am 31. Oktober 1914 als Soldat bei Lihons in Nordfrankreich starb.